# Chafariz da Praça da Armada

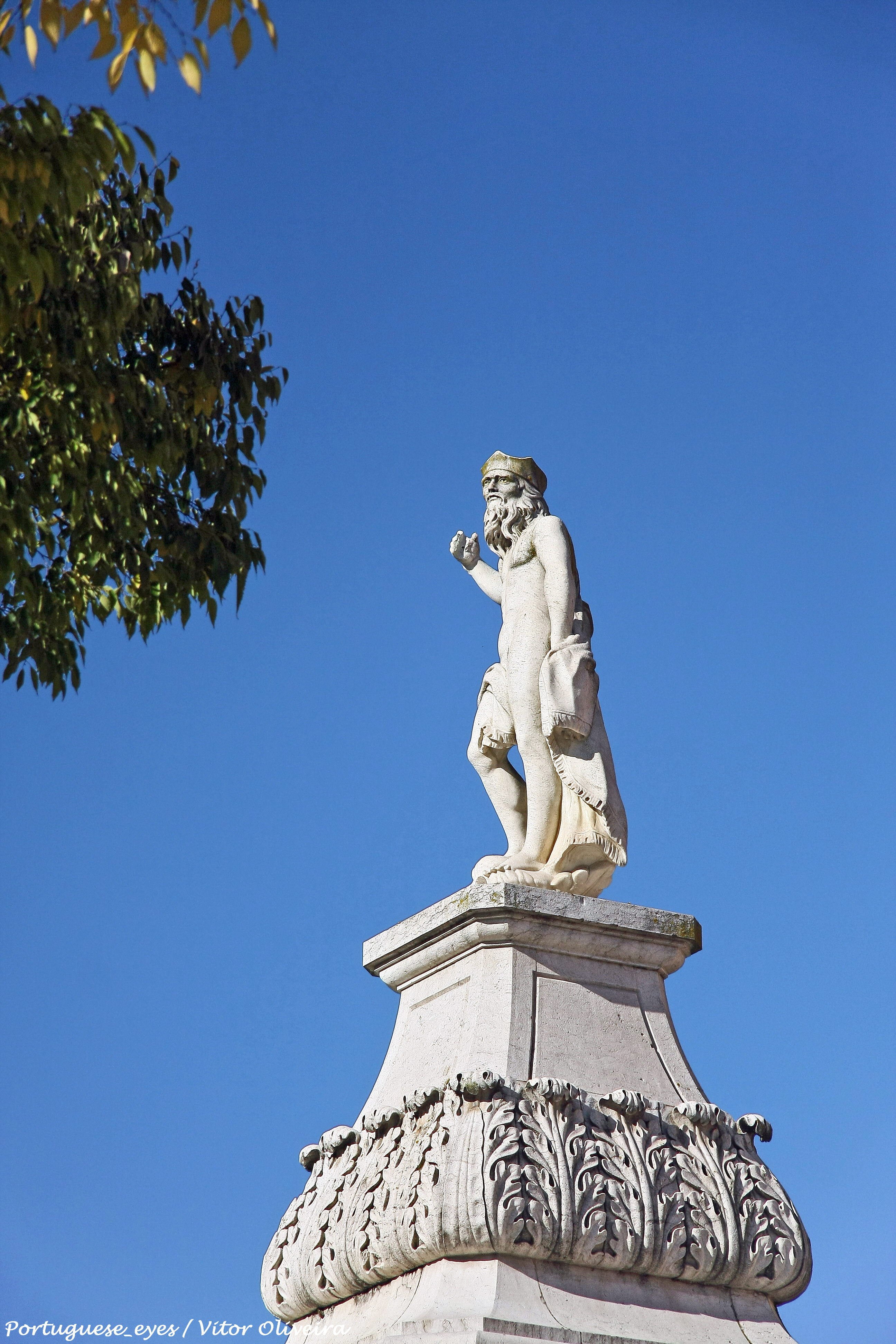

O Chafariz da Praça da Armada está localizado em Lisboa.
Este chafariz, construído entre 1845-46, é alimentado pelo Aqueduto das Águas Livres, através de uma derivação feita a partir do Chafariz das Necessidades, não da fonte do obelisco, mas de outra encostada à cerca do convento oratoriano. Assente num pódium redondo, com escadarias alternadas e 2 bicas para os animais, encontra-se uma grande caixa de água paralelepipédica, de base quadrada, definida nos cantos por 4 pilastras rematadas por entablamento dórico, das quais 4 mascarões, recuperados do Chafariz do Campo de Santana, que nunca chegou a ser construído, jorram água para os respectivos tanques. 
A face principal do chafariz, virada para a rua e para o quartel, ostenta 2 tabelas, uma com as armas da cidade e a outra com a seguinte inscrição: "N.10/CAMARA MUNICIPAL/1845". Acima do entablamento evidencia-se um pedestal sob a forma de pirâmide quadrangular, de arestas curvilíneas, decorada na base com folhas de acanto e encimada por uma estátua do Deus Neptuno, recuperada do Chafariz do Campo Grande, após a sua demolição em 1850.
In http://www.cm-lisboa.pt/equipamentos/equipamento/info/chafariz-da-praca-da-armada